# Stedelijk Museum Zwolle

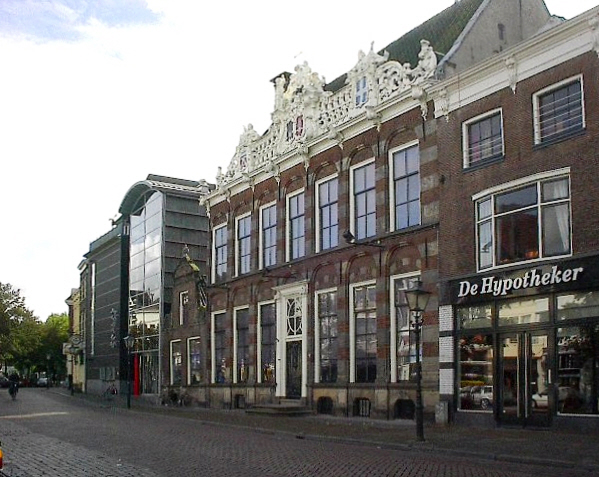
Ansicht des ehemaligen Stedelijk Museum Zwolle

Das Stedelijk Museum Zwolle war ein Museum für Kunst- und Kulturgeschichte in der niederländischen Stadt Zwolle.

## Geschichte
Das Museum entstand 1996 durch den Zusammenschluss des Provinciaal Overijssels Museum und der Librije Hedendaagse Kunst. Zur Sammlung gehörten historische Einrichtungs- und Gebrauchsgegenstände und eine Kunstsammlung mit Werken des Goldenen Zeitalters, darunter Gemälde von Hendrick ten Oever und Pieter van Noort. Als Museumsgebäude diente das Drostenhuis, ein unter Denkmalschutz stehendes Gebäude im Stadtzentrum aus dem Jahr 1551, sowie ein moderner Anbau von 1997. Während der Altbau vorwiegend für die historische Sammlungspräsentation genutzt wurde, gab es im Neubau verschiedene Wechselausstellungen.
2017 beschloss der Gemeinderat von Zwolle die Auflösung des Museums. Am 16. Oktober 2017 kam es im Drostenhuis zu einem Brand, der das Gebäude und Teile der Sammlung beschädigte. Das Museum ist seit dieser Zeit geschlossen. Die Sammlungsbestände sollen zukünftig vom Historische Centrum Overijssel übernommen und in die neu gegründete Stiftung Allemaal Zwolle überführt werden. Die Sammlung soll teilweise in Wechselausstellungen zu sehen sein, das Drostenhuis zukünftig eine Ausstellung zur Stadtgeschichte zeigen.